# 284 a.C.
Il 284 a.C. (CCLXXXIV a.C. in numeri romani) è un anno  del III secolo a.C.

## Eventi
- Lisimaco, re di Tracia, fa giustiziare suo figlio  Agatocle su istigazione del cognato Tolomeo Kerauno che lo accusa di tradimento a favore di Seleuco I di Siria.
- Battaglia di Arezzo: l'esercito romano comandato da Lucio Cecilio Metello Denter viene distrutto dai Galli.
- I romani deducono nell'ager Gallicus la colonia civium romanorum di Sena Gallica (Senigallia).

## Nati
Livio Andronico

## Morti
- Amastri, nobile persiana
- Lucio Cecilio Metello Dentro, politico romano
- Diodoro Crono, filosofo greco antico